# Dagmar Biener
Dagmar Biener (* 23. Juni 1946 in Berlin) ist eine deutsche Synchronsprecherin und Schauspielerin.

## Leben
Sie tanzte bereits im Alter von vier Jahren im Kinderballett des Friedrichstadt-Palastes in Berlin und spielte im Alter von fünf Jahren 1951 in dem Kinderfilm Stips mit. 1957 trat sie als Louison in der Komödie Der eingebildete Kranke am Schlosspark-Theater auf.
Nach der mittleren Reife nahm sie 1962 bis 1964 Schauspielunterricht bei Else Bongers. 1963 debütierte sie am Renaissance-Theater, 1968 und wieder 1972/73 spielte sie an der Freien Volksbühne Berlin, 1968 bis 1970 und wieder 1995 bis 2001 am Hansa-Theater, 1970 am Hebbel-Theater und am Theater am Kurfürstendamm und schließlich 1974 bis 1992 und erneut seit 2003 an der Tribüne. Biener agierte vor allem in Boulevardstücken, aber auch in Musicals und Operetten. Für ihre Darstellung der Lene Paschulke in Sabine Thieslers Stück Hochzeit bei Zickenschulze erhielt die nur 1,56 Meter große Schauspielerin 1997 den Publikumspreis Goldener Vorhang des Berliner Theaterclubs.
1998 trat sie am Theater des Westens auf, im Jahr 2000 wirkte sie am Stella-Musical-Theater in einer Musicalversion von Emil und die Detektive von Erich Kästner mit. Nach Gastverpflichtungen an Berlin Theatern kehrte sie 2015 zum Musical-Genre zurück und spielte bis einschließlich 2017 die Rolle der Maria in dem Musical Ich war noch niemals in New York in Berlin, Hamburg und München.
Neben ihrer Theaterlaufbahn blieb Biener auch als Erwachsene bei Film und Fernsehen beschäftigt. 1970 gehörte sie zu den Schauspielern, die an dem sozialkritischen Fernsehfilm Bambule beteiligt waren, der kurzfristig abgesetzt wurde, nachdem die Drehbuchautorin Ulrike Meinhof sich der Terrorszene angeschlossen hatte, und erst 1994 ausgestrahlt wurde. Im Fernsehen spielte auch in vielen Serien mit, so hatte sie etwa in Sketchserie Harald und Eddi wechselnde Nebenrollen. Für das ZDF spielte Biener beispielsweise verschiedene Rollen in vier Folgen von Ein starkes Team sowie eine feste Rolle in der Lehrerserie Sabine!.
Biener wirkt auch gelegentlich an Kinofilmen mit, hier aber eher in Nebenrollen. Sie hatte Auftritte in den beiden Kinokomödien von Loriot: in Ödipussi verkörperte sie ein Mitglied des psychologischen Gesprächskreises, und in Pappa ante portas war sie in einem deutlich größeren Auftritt als seltsame Nachbarin Brigitte Mielke zu sehen.
Zudem arbeitet sie als Synchronsprecherin. Über Jahrzehnte wirkte sie als deutsche Stimme von Schauspielerinnen wie Miou-Miou, Holly Hunter, Barbara Windsor, Nancy Allen, Jane Birkin, Colleen Camp und Kim Darby in über 100 Spielfilmen und zahlreichen Serien mit.
Biener ist verheiratet und hat eine erwachsene Tochter.

## Filmografie
- 1951: Stips
- 1958: Die jungen Löwen (The Young Lions)
- 1959: Freddy unter fremden Sternen
- 1965: Im Schlaraffenland
- 1966: Hafenpolizei – Abenteuer am Sonnabend (TV-Serie)
- 1967: Selbstbedienung
- 1969: Der Versager
- 1970: Ein Mädchen für alles
- 1970: Bambule (Fernsehspiel)
- 1970–1971: Drüben bei Lehmanns (TV-Serie)
- 1971: Das Ding an sich – und wie man es dreht
- 1971: Geschäfte mit Plückhahn
- 1973: Steig ein und stirb
- 1974: Lohn und Liebe
- 1974: Tod in Astapowo
- 1975: Familienglück
- 1975: Beschlossen und verkündet (Fernsehserie) – Der Doppelgänger
- 1976: Verdunkelung
- 1978: Der Pfingstausflug
- 1979: Die Koblanks (Fernsehserie)
- 1979: St. Pauli-Landungsbrücken: Frau Klagens
- 1979: Der eiserne Gustav (Fernsehserie, 5 Folgen)
- 1982: Flüchtige Bekanntschaften
- 1982: Dannys Traum
- 1983: Satan ist auf Gottes Seite
- 1983: Unternehmen Arche Noah
- 1983: Ein Fall für zwei (Fernsehserie) – Herr Pankraz, bitte!
- 1984: Was soll bloß aus dir werden
- 1984: Wenn ich dich nicht hätte
- 1985: Schöne Ferien – Urlaubsgeschichten aus Sri Lanka und von den Malediven (Fernsehreihe)
- 1986: Meier
- 1986: Wanderungen durch die Mark Brandenburg
- 1988: Fifty-Fifty
- 1988: Ödipussi
- 1988: Ein Kuckuck im Nest
- 1989: Beim nächsten Mann wird alles anders
- 1990: Der neue Mann
- 1991: Hausmänner
- 1991: Pappa ante portas
- 1993: Durchreise – Die Geschichte einer Firma (Sechsteiliger Fernsehfilm)
- 1993: Goldstaub
- 1994: Ein starkes Team – Gemischtes Doppel
- 1995: Spreebogen
- 1995: Rennschwein Rudi Rüssel
- 1995: Zu treuen Händen
- 1995: Der Mann auf der Bettkante
- 1997: Sperling – Sperling und die verlorenen Steine
- 1999: Sperling und die Tote aus Vilnius
- 1999: Stan Becker – Echte Freunde
- 1999: Das Mädchen aus der Torte
- 1999: Lea Katz – Die Kriminalpsychologin: Einer von uns
- 1999: Downhill City
- 2000: Im Club der Millionäre
- 2000: Ein starkes Team – Bankraub
- 2001: Endstation Tanke
- 2004: Ein starkes Team – Der Verdacht
- 2004–2005: Sabine! (Fernsehserie, 19 Folgen)
- 2005: Sitzriesen an Stehimbissen
- 2005: Heimliche Liebe – Der Schüler und die Postbotin
- 2004–2005: Heimatgeschichten (Fernsehserie, 5 Folgen)
- 2006: Der Schaumreiniger
- 2006: Löwenzahn (Fernsehserie) – Folge: Gummi – Kautschuk für den Kiosk
- 2006: Unser Charly  (Fernsehserie) – Folge: Retter in der Not
- 2007: Ein starkes Team – Unter Wölfen
- 2008: Notruf Hafenkante (Fernsehserie) – Folge: Überraschende Begegnung
- 2008–2010: Der Landarzt (Fernsehserie, 4 Folgen)
- 2010: Der letzte Bulle (Fernsehserie) – Folge: Bei Kuscheln Mord
- 2012: Heimatgeschichten (Fernsehserie) – Folge: Die Blaumänner
- 2016: SOKO Stuttgart (Fernsehserie) – Folge: Dirty Harry
- 2018: Die Spezialisten (Fernsehserie) – Folge: Die Engelmacherin
- 2022: WaPo Berlin (Fernsehserie) – Folge: Gegen den Wind-Blues
- 2023: Jenseits der Spree (Fernsehserie) – Folge: Einsam sterben
- 2024: Mein Traum – Meine Geschichte (Miniserie)
- 2025: Bettys Diagnose (Fernsehserie) – Folge: Beste Feinde